# Condado de Rogers
O Condado de Rogers é um dos 77 condados do estado americano do Oklahoma. A sede do condado é Claremore, e a sua maior cidade é Owasso.
O condado tem uma área de 1843 km² (dos quais 95 km² estão cobertos por água), uma população de 70 641 habitantes, e uma densidade populacional de 40 hab/km² (segundo o censo nacional de 2000). O condado foi fundado em 1907. O seu nome é uma homenagem a Clement V. Rogers, senador ameríndio e juiz do Território Indígena, também conhecido por ter sido o pai de Will Rogers, artista.